# Empis flabilis
Empis flabilis är en tvåvingeart som beskrevs av White 1916. Empis flabilis ingår i släktet Empis och familjen dansflugor. Inga underarter finns listade i Catalogue of Life.